# Romangordo
Romangordo egy község Spanyolországban, Cáceres tartományban. Romangordo Almaraz községgel határos. Lakosainak száma 251 fő (2024).

## Nevezetességek
Romangordo egyike annak a négy községnek, amelyek területén osztozik a madárvilágáról is nevezetes Arrocampo-víztározó.

## Népesség
A település népessége az elmúlt években az alábbi módon változott:
| Lakosok száma | 173  | 165  | 173  | 224  | 252  | 254  | 257  | 259  | 259  | 251  |
|               | 2001 | 2004 | 2006 | 2009 | 2011 | 2014 | 2016 | 2019 | 2021 | 2024 |